# Wavrans-sur-l'Aa
Wavrans-sur-l'Aa (Nederlands: Waverant) is een gemeente in het Franse departement Pas-de-Calais (regio Hauts-de-France). De plaats maakt deel uit van het arrondissement Sint-Omaars. Wavrans-sur-l'Aa telde op 1 januari 2022 1.211 inwoners.

## Geografie
De oppervlakte van Wavrans-sur-l'Aa bedroeg op 1 januari 2022 11,48 vierkante kilometer; de bevolkingsdichtheid was toen 105,5 inwoners per km².

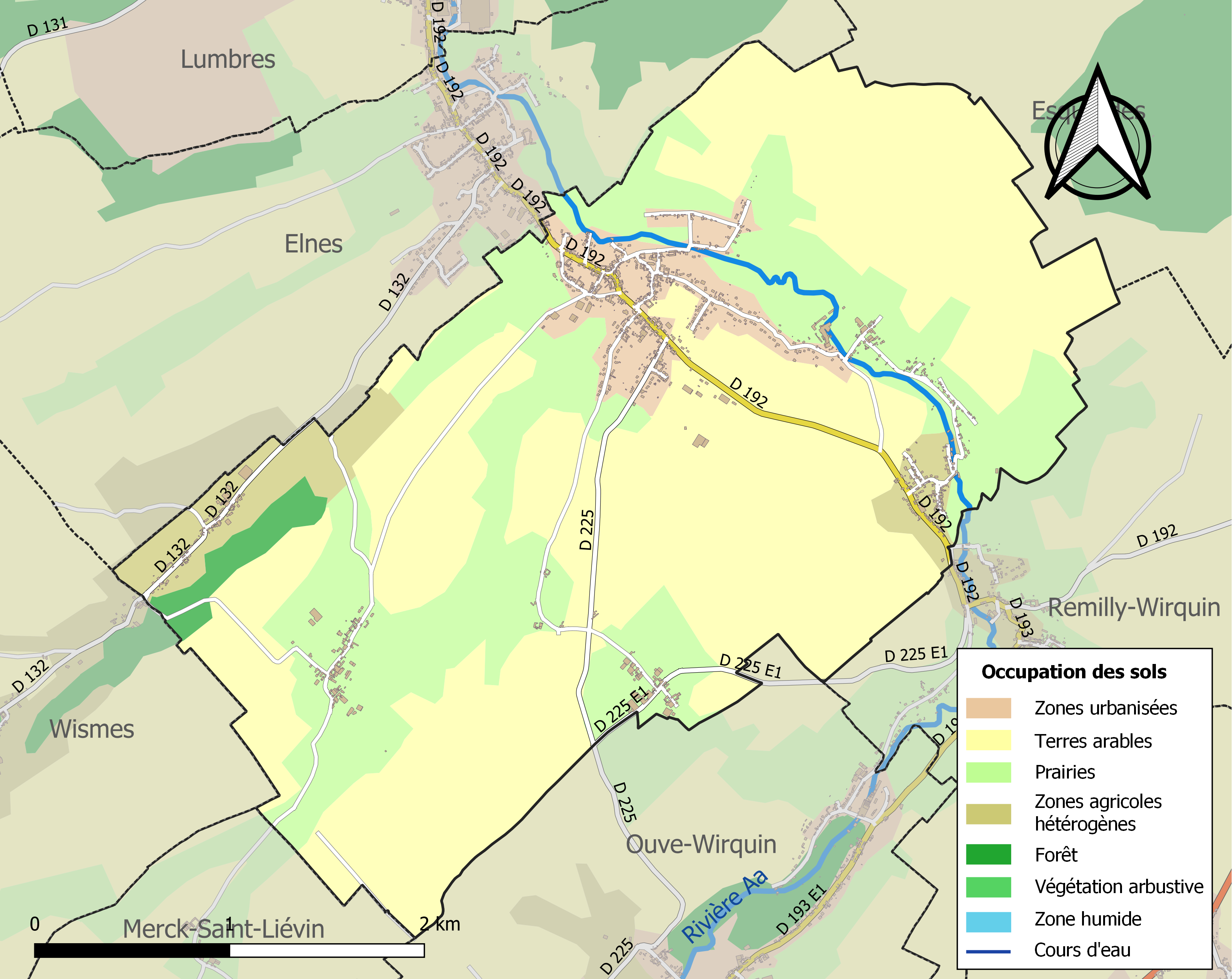
Kaart van de gemeente met belangrijkste infrastructuur, bodemgebruik en omliggende gemeenten

## Demografie
Onderstaande figuur toont het verloop van het inwonertal (bron: INSEE-tellingen).